# Tricorynus validus
Tricorynus validus är en skalbaggsart som först beskrevs av Henry Clinton Fall 1905.  Tricorynus validus ingår i släktet Tricorynus och familjen trägnagare. Inga underarter finns listade i Catalogue of Life.